# Peperomia palmiformis
Peperomia palmiformis är en pepparväxtart som beskrevs av Pino & Samain. Peperomia palmiformis ingår i släktet peperomior, och familjen pepparväxter. Inga underarter finns listade i Catalogue of Life.